# Epifrasi
L'epifrasi (dal greco epìphrasis, «aggiunta») o epesegesi (dal greco epexēgēsis, «spiegazione dettagliata») è una figura retorica che consiste nell'aggiungere a un enunciato delle parole che ne amplificano, correggono o specificano il significato. 
L'epifrase si differenzia dalla parafrasi perché aggiunge una proposizione o complemento all'inizio, alla fine, o all'interno del periodo linguistico.
L'epifrase è considerata talvolta una variante dell'iperbato, perché anch'essa consiste nel mutare l'ordine delle parole rispetto a quello ordinario. 
Esempio:
Io gli studi leggiadri
talor lasciando e le sudate carte
(Leopardi, A Silvia).
Verde river' a lei rasembro e l'are
(Guinizelli, Rime).
Notte, che nel profondo oscuro seno
chiudesti e ne l'oblio fatto sì grande
(Tasso, Gerusalemme Liberata).
L'epifonema è un tipo di epifrase, che in genere ha carattere sentenzioso e si colloca all'inizio o alla fine del periodo linguistico, di fatto ampliandolo.
In latino viene chiamato "epesegetico" il caso genitivo che specifica una parola dal significato più generico: arbor cerasi (la pianta del ciliegio).